# 池田耕治
池田 耕治（いけだ こうじ、1961年 - ）は、大阪府堺市出身の投資家、経営者（JACKHUMMER投資顧問設立、株式会社スクワットプレシジョン設立など）。ジャックハマー投資顧問代表。
大学卒業後、ベアリング販売会社の営業マンを経て、ラジコン模型部品販売会社を起業した。2000年頃から個人投資を始め、後に投資顧問会社を立ちあげた。ひまわり証券のTOPIX先物専用トレードシステム「MITコントロール」の開発者。
日本の個人投資家としては早くから（2002年）システムトレードの開発、運用に取り組み2007年頃からはひまわり証券とも提携しトレーディングシステム｢大蛇」「HUMMER SWING」｢夜叉」などを販売する。